# Расна
Расна (на гръцки: Μιλήτος, Милитос, до 1969 година Ράσνα Μαχαλάς, Расна Махалас) е обезлюдено село в Република Гърция, разположено на територията на дем Драма (Паранести) в област Източна Македония и Тракия.

## География
Расна се намира на югозападните склонове на планината Родопи, на левия бряг на Места, срещу село Капотчук (Поликипо), северозападно от Бук (Паранести) край стената на язовир Черешовско езеро. Селото попада в историко-географската област Чеч.